# Phorbas fictitius
Phorbas fictitius är en svampdjursart som först beskrevs av James Scott Bowerbank 1866.  Phorbas fictitius ingår i släktet Phorbas och familjen Hymedesmiidae. Inga underarter finns listade i Catalogue of Life.